# Podvidača (Federacja Bośni i Hercegowiny)
Podvidača – wieś w Bośni i Hercegowinie, w Federacji Bośni i Hercegowiny, w kantonie uńsko-sańskim, w gminie Sanski Most. W 2013 roku liczyła 275 mieszkańców, z czego większość stanowili Boszniacy.